# Жабовщина (Минский район)
Жабовщина (бел. Жа́баўшчына) — деревня в Минском районе Минской области Белоруссии. В составе Юзуфовского сельсовета.

## География
Расположена на дороге Н8971.
Ближайшие населённые пункты Лысовичи и др.

## Население

### Численность
- 2009 год — 3 человек

### Динамика
- 1999 год — 6 человек (перепись населения)
- 2009 год — 3 человек (перепись населения)